# Yasushi Endō
Yasushi Endō (遠藤 康?, Endō Yasushi; Sendai, 7 aprile 1988) è un ex calciatore giapponese, di ruolo centrocampista.

## Palmarès

### Club

#### Competizioni nazionali
- Campionato giapponese: 4

Kashima Antlers: 2007, 2008, 2009, 2016
- Coppa dell'Imperatore: 2

Kashima Antlers: 2007, 2016
- Supercoppa del Giappone: 2

Kashima Antlers: 2010, 2017
- Coppa J. League: 3

Kashima Antlers: 2011, 2012, 2015

#### Competizioni internazionali
- Coppa Suruga Bank: 2

Kashima Antlers: 2012, 2013
- AFC Champions League: 1

Kashima Antlers: 2018